# 拉齐布日
拉齐布日（[raˈt͡ɕibuʂ]，拉蒂博尔）是波兰南部的一个小镇，居民有60,218人（2006）。99年前归卡托维兹省，现在归西里西亚省。它是拉齐布日乡首府。
城市的名字来自于拉齐博尔公爵，该城的创立者。

## 友好城市
- 法國 阿斯克新城